# Тежки крайцери тип „Канариас“
Канариас (на испански: Canarias) са единственият тип тежки крайцери на Испанския флот. Всичко от проекта са построени 2 единици: „Канариас“ (на испански: Canarias) и „Балеарес“ (на испански: Baleares). Построяването на третия крайцер „Ferrol“ е отменено през 1929 г.

## История на създаването
Тежките крайцери „вашингтонски“ тип са поръчани за испанския флот на основание кралски декрет от 13.7.1926 г. Испания не участва в подписването на Вашингтонското морско съглашение, но счита изгодно за себе си да използва установените в това съглашение норми за крайцерите.

## Конструкция
Конструкцията им се базира на конструкцията на британските тежки крайцери от типа „Кент“ и са проектирани от британския инженер Д. Ейнкорт. Корабите имат мощно въоръжение и съвременна енергетична установка, а тяхната зенитна артилерия е най-силната в целия испански флот, но броневата защита на крайцерите е доста несъвършенна.

## История на службата
„Канариас“ – заложен на 15 август 1928 г., спуснат на вода на 28 май 1931 г., влиза в строй на 18 септември 1936 г. Служи като флагмански кораб на франкисткия флот и потопява 34 кораба и съда, включая републиканският разрушител „Алмиранте Фернандис“ и съветският транспорт „Комсомол“.
„Балеарес“ – заложен на 15 август 1928 г., спуснат на 20 април 1932 г., влиза в строй в края на 1936 г., потопен на 6 март 1938 г. при нос Палос.
На 6 март 1938 г. североизточно от Картагена близо до нос Палос става сражението между ескадрите на поддръжниците на Франко – крайцерите „Балеарес“, „Канариас“, „Алмиранте Сервера“ и 4 разрушителя и Републиканския флот – крайцерите „Либертад“, „Мендес Нунес“ и 9 разрушителя.
В 0.40 разрушителят на републиканците „Санчес“ открива франкистките кораби и, съобщавайки за това на флагмана, дава по тях двуторпеден залп. Атаката се оказва безуспешна.
В 2.15 републиканските разрушители „Санчес“, „Антекера“ и „Лепанто“ пускат съответно 4, 5 и 3 торпеда по вражеските крайцери, а „Либертад“ влиза в артилерийска престрелка с „Балеарес“ и „Канариас“. Три торпеда на „Санчес“ попадат в „Балеарес“. Едно торпедо на „Лепанто“ попада в „Канариас“.
Флагманският крайцер „Балеарес“ потъва. Франкистката ескадра излиза от боя. „Балеарес“ става първият в историята „вашингтонски крайцер“, унищожен в бой.

## Коментари
1. ↑  Тактико-технически данни на „Канариас“ към 1941 г.